# Éric Besnard (journaliste)
 (janvier 2012).
Si vous disposez d'ouvrages ou d'articles de référence ou si vous connaissez des sites web de qualité traitant du thème abordé ici, merci de compléter l'article en donnant les références utiles à sa vérifiabilité et en les liant à la section « Notes et références ».
Pour les articles homonymes, voir Éric Besnard et Besnard.
Éric Besnard, né en 1961, est un journaliste sportif français, originaire de Janzé en Ille-et-Vilaine.

## Carrière
Eric Besnard est diplômé de l'IJBA et de l’Institut d’Etudes Politiques de Bordeaux . 
Il a commencé sa carrière à France info. 
En 1990, il fait un casting à Canal+ et décroche un poste au milieu de 50 autres candidats. 
Il co-anime alors les nuits de matchs NBA avec George Eddy. 
Dans les années 2000, il officie sur Foot+, filiale du groupe Canal+, où il anime le Zapfoot aux côtés d'Olivier Rouyer et Joël Quiniou le samedi soir, les rencontres du Championnat de France de football.
En août 2006, il est nommé directeur de la rédaction football du groupe Canal+, poste occupé avant lui par Cyril Linette, nouveau directeur des sports de la chaîne cryptée.
Parallèlement chaque saison du Championnat de France de football, il anime également le multiplex aux côtés de Christophe Dugarry, Grégoire Margotton et autres. Ce multiplex a lieu la première journée de Ligue 1 et les deux dernières journées du Championnat de France de football.
Il présente tous les vendredis et samedis Jour de foot avec Karim Bennani et Reynald Pedros, émission qui montre les résumés des matchs de Ligue 1.
Durant les Jeux olympiques d'été de 2016, il commente les épreuves de natation, sur Canal+, aux côtés de Alain Bernard et Denis Auguin avec Philippe Groussard pour les interviews.
À partir de 2017, il présente le Late Football Club, émission consacrée au football et diffusée sur Canal+ Sport en deuxième partie de soirée du lundi au mercredi et le vendredi.
Avant qu'en 2022, il présente sauf le vendredi Jour de foot, diffusée en crypté sur Canal+ Foot
Pour le nouveau format de la Ligue des Champions, il présente le Multiplex sur Canal +. 

## Autre
Éric Besnard est aussi un grand supporter du Stade rennais football club, quand il était jeune, il ne ratait jamais un match des rouge et noir.
Avec Jean-Luc Arribart, il a assuré les commentaires du jeu vidéo de Playstation UEFA Striker.